# Epirrhoe albigressa
Epirrhoe albigressa är en fjärilsart som beskrevs av Louis Beethoven Prout 1938. Epirrhoe albigressa ingår i släktet Epirrhoe och familjen mätare. Inga underarter finns listade i Catalogue of Life.